# Ctenotus pantherinus
Espèce
Synonymes
- Lygosoma pantherinum Peters, 1866
- Lygosoma ocellatum Boulenger, 1896
- Lygosoma ocelliferum Boulenger, 1896
- Egernia whitei carnarae Kinghorn, 1931
- Lygosoma breviunguis Kinghorn, 1932

Ctenotus pantherinus est une espèce de sauriens de la famille des Scincidae.

## Répartition
Cette espèce est endémique d'Australie. Elle se rencontre en Australie-Occidentale, dans le Territoire du Nord, au Queensland et en Australie-Méridionale. Sa présence est incertaine en Nouvelle-Galles du Sud.

## Liste des sous-espèces
Selon The Reptile Database (4 septembre 2012) :
- Ctenotus pantherinus acripes Storr, 1975
- Ctenotus pantherinus calx Storr, 1970
- Ctenotus pantherinus ocellifer Storr, 1969
- Ctenotus pantherinus pantherinus (Peters, 1866)

## Publications originales
- Peters, 1866 : Mittheilung über neue Amphibien (Amphibolurus, Lygosoma, Cyclodus, Masticophis, Crotaphopeltis) und Fische (Diagramma, Hapalogenys) des Kgl. Zoologischen Museums. Monatsberichte der Königlich Preussischen Akademie der Wissenschaften zu Berlin, vol. 1866, p. 86-96 (texte intégral).
- Storr, 1969 : The genus Ctenotus (Lacertilia: Scincidae) in the Eastern Division of Western Australia. Journal of the Royal Society of Western Australia, vol. 51, no 4, p. 97-109 (texte intégral).
- Storr, 1970 : The genus Ctenotus (Lacertilia: Scincidae) in the Northern Territory. Journal and proceedings of the Royal Society of Western Australia, vol. 52, p. 97-108.
- Storr, 1975 : The genus Ctenotus (Lacertilia: Scincidae) in the Kimberley and North-west Divisions of Western Australia. Records of the Western Australian Museum, vol. 3, no 3, p. 209-243 (texte intégral).